# Polito Rodríguez Méndez
Polito Rodríguez Méndez (Santa Barbara, 13 agosto 1967) è un arcivescovo cattolico venezuelano, dal 28 giugno 2024 arcivescovo metropolita di Barquisimeto.

## Biografia

### Formazione e ministero sacerdotale
Dopo aver frequentato il seminario, è stato ordinato presbitero il 31 luglio 1999 nella parrocchia di Nuestra Señora del Rosario Cuatricentenaria dal vescovo di Barinas Antonio José López Castillo. Successivamente ha conseguito la laurea in filosofia e teologia presso l'università Santa Rosa de Lima a Caracas; la licenza in teologia morale presso la Pontificia Università della Santa Croce in Roma, il master in didattica universitaria e il dottorato in scienze dell'educazione presso l'università "Fermín Toro" del Venezuela. Nel 2024 ha conseguito la laurea magistrale in teologia pastorale presso la Pontificia Università Salesiana di Roma e il master in teologia pastorale presso l'università cattolica Andrés Bello di Caracas. Nel 2015 viene nominato sottosegretario della Conferenza episcopale venezuelana.
Ha ricoperto anche il ruolo di rettore del seminario diocesano Nostra Signora del Pilar di Barinas.

### Ministero episcopale
L'8 aprile 2016 papa Francesco lo ha nominato vescovo di San Carlos de Venezuela.
Ha ricevuto la consacrazione episcopale il 18 giugno successivo da José Luis Azuaje Ayala, arcivescovo metropolita di Maracaibo, co-consacranti Reinaldo Del Prette Lissot, arcivescovo metropolita di Valencia in Venezuela e Ramón Antonio Linares Sandoval, vescovo emerito di Barinas.
L'11 settembre 2018 è stato ricevuto in udienza papale insieme agli altri vescovi venezuelani durante la visita ad limina.
Il 28 giugno 2024 papa Francesco lo ha promosso arcivescovo metropolita di Barquisimeto.
Il 17 agosto successivo ha preso possesso dell'arcidiocesi.

## Genealogia episcopale
La genealogia episcopale è:
- Cardinale Scipione Rebiba
- Cardinale Giulio Antonio Santori
- Cardinale Girolamo Bernerio, O.P.
- Arcivescovo Galeazzo Sanvitale
- Cardinale Ludovico Ludovisi
- Cardinale Luigi Caetani
- Cardinale Ulderico Carpegna
- Cardinale Paluzzo Paluzzi Altieri degli Albertoni
- Papa Benedetto XIII
- Papa Benedetto XIV
- Papa Clemente XIII
- Cardinale Marcantonio Colonna
- Cardinale Giacinto Sigismondo Gerdil, B.
- Cardinale Giulio Maria della Somaglia
- Cardinale Carlo Odescalchi, S.I.
- Cardinale Costantino Patrizi Naro
- Cardinale Lucido Maria Parocchi
- Papa Pio X
- Cardinale Gaetano De Lai
- Cardinale Raffaele Carlo Rossi, O.C.D.
- Cardinale Amleto Giovanni Cicognani
- Arcivescovo Antonio del Giudice
- Vescovo Vicente Ramón Hernández Peña
- Arcivescovo José Luis Azuaje Ayala
- Arcivescovo Polito Rodríguez Méndez